# Giacomo Serpotta
Giacomo Serpotta (* 10. März 1656 in Palermo; † 26. Februar 1732 in Palermo) war ein italienischer Bildhauer und Stuckateur des Barocks. Er war das wichtigste Mitglied der Bildhauerfamilie Serpotta in Palermo. Mit seinem Bruder Giuseppe (* 1653; † 1719) und dem Sohn Procopio (* 1679; † 1755) arbeitete er häufig zusammen.

## Leben
Über seine Ausbildung ist nichts bekannt, wahrscheinlich erhielt er gemeinsam mit dem Bruder erste Anleitungen in der Werkstatt des Vaters Gaspare Serpotta († 1669). Die meisten seiner Biographen gehen davon aus, dass er seine weiteren bildhauerischen Fertigkeiten in Rom geschult hat, da seine Skulpturen stilistisch den Zeitgeist der römischen Bildhauerschule im Umkreis Gian Lorenzo Berninis widerspiegeln. Seine Haupttätigkeit entfaltete er in Palermo, wo seine Arbeiten ab 1678 nachgewiesen sind.

## Werk

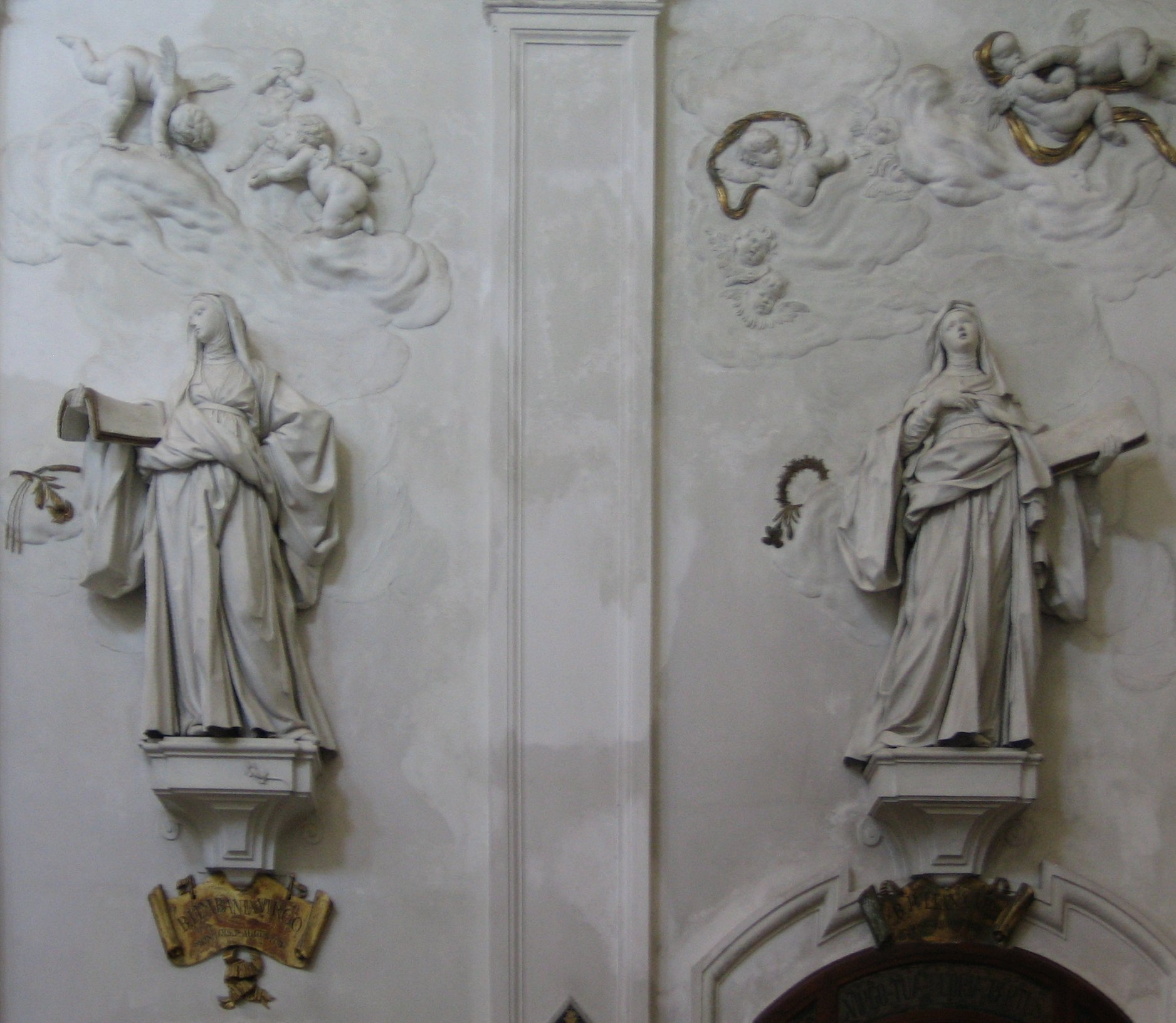
Zwei Skulpturen von Giacomo Serpotta am Oratorio di Santa Cita, Palermo, gegen Ende des 17. Jahrhunderts

Von seinem bildhauerischen Werk sind in Palermo unter anderem acht allegorische Statuen von 1726/28 in der Kirche San Francesco d’Assisi und Heiligenfiguren in der Kirche Sant’Agostino erhalten geblieben. Seinen eigentlichen Ruhm begründet Serpotta auf meist monochrome Stuckmarmorarbeiten, die in zahlreichen Kirchen und Oratorien Siziliens zu finden sind. Am bekanntesten sind seine Stuckdekorationen im Oratorio di San Lorenzo, dem Oratorio di Santa Cita und dem Oratorio del Rosario in Palermo. Typisch für seine Arbeitsweise ist die Gestaltung der Wanddekoration mit figürlichen Reliefs, die seine Freifiguren einrahmen.